# België op de Olympische Zomerspelen 1984
België nam deel aan de Olympische Zomerspelen 1984 in Los Angeles, Verenigde Staten. Ten opzichte van de vorige editie werden drie medailles meer gewonnen. Er was één keer goud.

## Medailleoverzicht
| Sport      | Olympiër                       | Discipline   | Medaille |
| ---------- | ------------------------------ | ------------ | -------- |
| Wielrennen | Roger Ilegems                  | puntenkoers  | Goud     |
| Roeien     | Dirk Crois Pierre-Marie Deloof | dubbel-twee  | Zilver   |
| Roeien     | Ann Haesebrouck                | skiff        | Brons    |
| Zwemmen    | Ingrid Lempereur               | 200 m school | Brons    |

## Deelnemers en resultaten

### Atletiek
| Olympiër                   | Discipline             | Resultaat | Prestatie                                                            |
| -------------------------- | ---------------------- | --------- | -------------------------------------------------------------------- |
| Ronald Desruelles          | 100m (m)               | 17e       | serie 8: 1e in 10,46                                                 |
| Vincent Rousseau           | 5000m (m)              | 32e       | serie 1: 7e in 13.57,96                                              |
| Bob Verbeeck               | 5000m (m)              | 21e       | serie 2: 5e in 13.46,27 halve finale 2: 13e in 13.46,03              |
| Rik Tommelein              | 400m horden (m)        | 13e       | serie 2: 4e in 50,05 halve finale 2: 8e in 50,06                     |
| Michel Zimmerman           | 400m horden (m)        | 21e       | serie 1: 3e in 49,90 halve finale 1: 4e in 49,79 finale: 7e in 50,69 |
| Peter Daenens              | 3000m steeplechase (m) | 13e       | serie 3: 3e in 8.28,26 halve finale 2: 7e in 8.21,77                 |
| William Van Dijck          | 3000m steeplechase (m) | 14e       | serie 1: 4e in 8.29,68 halve finale 1: 7e in 8.23,08                 |
| Johan Geirnaert            | marathon (m)           | 41e       | 2:21.35                                                              |
| Karel Lismont              | marathon (m)           | 24e       | 2:17.07                                                              |
| Armand Parmentier          | marathon (m)           | 30e       | 2:18.10                                                              |
| Ronald Desruelles          | verspringen (m)        | DNS       | kwalificatie groep B: niet gestart                                   |
| Eddy Annys                 | hoogspringen (m)       | 15e       | kwalificatie groep A: 11e met 2,21m                                  |
|                            |                        |           |                                                                      |
| Marie-Christine Deurbroeck | marathon (v)           | 24e       | 2:38.01                                                              |
| Francine Peeters           | marathon (v)           | 29e       | 2:42.22                                                              |
| Ria Van Landeghem          | marathon (v)           | 21e       | 2:37.11                                                              |
| Chris Soetewey             | hoogspringen (v)       | 22e       | kwalificatie: 22e met 1,80m                                          |

### Boogschieten
| Olympiër                 | Discipline      | Resultaat | Prestatie                                                                       |
| ------------------------ | --------------- | --------- | ------------------------------------------------------------------------------- |
| Patrick de Koning        | individueel (m) | 14e       | 1e ronde: 8e met 1264 punten 2e ronde: 27e met 1222 punten totaal: 2486 punten  |
| Willy van den Bossche    | individueel (m) | 26e       | 1e ronde: 14e met 1245 punten 2e ronde: 33e met 1209 punten totaal: 2454 punten |
| Marnix Vervinck          | individueel (m) | 7e        | 1e ronde: 9e met 1260 punten 2e ronde: 8e met 1259 punten totaal: 2519 punten   |
|                          |                 |           |                                                                                 |
| Marie Claire van Stevens | individueel (v) | 22e       | 1e ronde: 21e met 1220 punten 2e ronde: 22e met 1211 punten totaal: 2431 punten |
| Raymonda Verlinden       | individueel (v) | 40e       | 1e ronde: 33e met 1189 punten 2e ronde: 42e met 1099 punten totaal: 2288 punten |

### Gymnastiek
| Olympiër       | Discipline               | Resultaat | Prestatie |
| Ritmisch       | Ritmisch                 | Ritmisch  | Ritmisch |
| -------------- | ------------------------ | --------- | --- |
| Sarina Roberti | individueel meerkamp (v) | 24e       | kwalificatie: hoepel: 21e met 9,00 punten bal: 20e met 9,00 punten knotsen: 24e met 8,90 punten linten: 21e met 8,75 punten totaal: 35,65 punten |

### Judo
| Olympiër            | Discipline | Resultaat | Prestatie |
| ------------------- | ---------- | --------- | --------- |
| Philip Laats        | -65kg (m)  | 9e        |           |
| Robert Van de Walle | -95kg (m)  | 18e       |           |

### Kanovaren
| Olympiër                          | Discipline    | Resultaat | Prestatie                                                                                              |
| --------------------------------- | ------------- | --------- | --- |
| Antoon De Brauwer                 | K-1 500m (m)  | 15e       | serie 3: 6e in 1.57,30 herkansingen: 3e in 1.57,02 halve finale 1: 6e in 1.52,72                       |
| Antoon De Brauwer                 | K-1 1000m (m) | 10e       | serie 1: 4e in 3.59,21 herkansingen: 4e in 4.18,60 halve finale 1: 4e in 3.57,84                       |
| Patrick De Bucke Patrick Hanssens | K-2 500m (m)  | 14e       | serie 2: 5e in 1.39,97 herkansingen: 3e in 1.41,97 halve finale 2: 5e in 1.40,59                       |
| Patrick De Bucke Patrick Hanssens | K-2 1000m (m) | 9e        | serie 3: 5e in 3.37,92 herkansingen: 3e in 3.52,20 halve finale 2: 3e in 3.31,00 finale: 9e in 3.32,92 |
|                                   |               |           | |
| Marleen Kuppens Lutgarde Thijs    | K-2 500m (v)  | 9e        | serie 1: 4e in 1.56,17 herkansingen: 3e in 1.57,88 finale: 9e in 1.51,92                               |

### Paardensport
| Olympiër                                        | Discipline     | Resultaat      | Prestatie                                                                                      |
| Springconcours                                  | Springconcours | Springconcours | Springconcours                                                                                 |
| ----------------------------------------------- | -------------- | -------------- | ---------------------------------------------------------------------------------------------- |
| Ferdi Tyteca                                    | individueel    | 42e            | 1e ronde: 42e met 28,25 strafpunten                                                            |
| Herman Van Den Broeck                           | individueel    | 25e            | 1e ronde: 25e met 16 strafpunten 2e ronde: 24e met 16,25 strafpunten totaal: 32,25 strafpunten |
| Axel Verlooy                                    | individueel    | DNF            | 1e ronde: niet gefinisht                                                                       |
| Ferdi Tyteca Herman Van Den Broeck Axel Verlooy | team           | 13e            | 1e ronde: 13e met 80,25 strafpunten                                                            |

### Roeien
| Olympiër                                            | Discipline      | Resultaat | Prestatie                                                                                              |
| --------------------------------------------------- | --------------- | --------- | --- |
| Dirk Crois Pierre-Marie Deloof                      | dubbel-twee (m) | Zilver    | serie 2: 1e in 6.40,11 finale: 2e in 6.38,19                                                           |
| Philippe Cuelenaere Guy Defraigne William Defraigne | twee-met (m)    | 11e       | serie 2: 6e in 7.32,93 herkansingen: 5e in 7.46,67 finale B: 5e in 7.35,67                             |
|                                                     |                 |           | |
| Ann Haesebrouck                                     | skiff (v)       | Brons     | serie 2: 2e in 3.45,67 herkansingen: 1e in 3.48,57 halve finale 2: 2e in 3.56,45 finale: 3e in 3.45,72 |

### Schermen
| Olympiër                                                | Discipline      | Resultaat | Prestatie                                                             |
| ------------------------------------------------------- | --------------- | --------- | --------------------------------------------------------------------- |
| Stéphane Ganeff                                         | degen (m)       | 36e       | 1e ronde groep 9: 3e kwartfinale 5: 5e                                |
| Stefan Joos                                             | degen (m)       | 47e       | 1e ronde groep 8: 4e kwartfinale 3: 6e                                |
| Thierry Soumagne                                        | degen (m)       | 42e       | 1e ronde groep 10: 4e kwartfinale 8: 5e                               |
| Peter Joos                                              | floret (m)      | 20e       | 1e ronde groep 9: 1e kwartfinale 8: 3e halve finale 4: 6e             |
| Stefan Joos                                             | floret (m)      | 22e       | 1e ronde groep 1: 2e kwartfinale 2: 2e halve finale 3: 6e             |
| Thierry Soumagne                                        | floret (m)      | 8e        | 1e ronde groep 10: 3e kwartfinale 1: 3e halve finale 2: 3e finale: 8e |
| Stéphane Ganeff Peter Joos Stefan Joos Thierry Soumagne | floret team (m) | 8e        | 1e ronde groep 4: 1e finale: 8e                                       |

### Schietsport
| Olympiër            | Discipline             | Resultaat | Prestatie                        |
| ------------------- | ---------------------- | --------- | -------------------------------- |
| Frank Arens         | 10m luchtgeweer (m)    | 12e       | 580 punten: (97-97-97-98-98-93)  |
| Gilbert Hoef        | 50m geweer liggend (m) | 25e       | 589 punten: (100-98-99-99-96-97) |
|                     |                        |           |                                  |
| Marie-Louise Hosdey | 10m luchtgeweer (v)    | 23e       | 375 punten: (91-93-97-94)        |
|                     |                        |           |                                  |
| Gilbert Duchateau   | trap                   | 33e       | 177 punten                       |
| Étienne Vivier      | trap                   | 35e       | 176 punten                       |
| Eric Lombard        | skeet                  | 51e       | 178 punten                       |

### Schoonspringen
| Olympiër    | Discipline    | Resultaat | Prestatie                        |
| ----------- | ------------- | --------- | -------------------------------- |
| Tom Lemaire | 3m plank (m)  | 16e       | voorronde: 16e met 515,16 punten |
| Tom Lemaire | 10m toren (m) | 19e       | voorronde: 19e met 455,61 punten |

### Synchroonzwemmen
| Olympiër                          | Discipline | Resultaat | Prestatie                         |
| --------------------------------- | ---------- | --------- | --------------------------------- |
| Katia Overfeldt                   | solo       | 42e       |                                   |
| Patricia Serneels                 | solo       | 15e       | voorronde: 15e met 160,66 punten  |
| Katia Overfeldt Patricia Serneels | duet       | 15e       | voorronde: 15e met 156,566 punten |

### Wielersport
| Olympiër                                             | Discipline                    | Resultaat | Prestatie |
| Baan                                                 | Baan                          | Baan      | Baan |
| ---------------------------------------------------- | ----------------------------- | --------- | --- |
| Rudi Ceyssens                                        | individuele achtervolging (m) | 9e        | kwalificatie: 9e in 4.51,51 1e ronde: V van AUS Grenda: 4.49,53                                                                       |
| Frank Orban                                          | sprint (m)                    | 11e       | 1e ronde serie 12: 2e 1e ronde herkansingen: 1e in 11,53 2e ronde serie 7: 1e in 11,33 3e ronde serie 5: 2e 3e ronde herkansingen: 2e |
| Rudi Ceyssens                                        | puntenkoers (m)               | 11e       | 16 punten |
| Roger Ilegems                                        | puntenkoers (m)               | Goud      | 37 punten |
| Rudi Ceyssens Roger Ilegems Peter Roes Joseph Smeets | ploegenachtervolging (m)      | 5e        | kwalificatie: 7e in 4.31,20 kwartfinale 3: V van Australië: 4.31,53                                                                   |
| Weg                                                  |                               |           | |
| Carlo Bomans                                         | wegwedstrijd (m)              | DNF       | niet gefinisht |
| Ronny Van Sweevelt                                   | wegwedstrijd (m)              | DNF       | niet gefinisht |
| Frank Verleyen                                       | wegwedstrijd (m)              | DNF       | niet gefinisht |

### Zeilen
| Olympiër         | Discipline | Resultaat | Prestatie                           |
| ---------------- | ---------- | --------- | ----------------------------------- |
| Philippe Willems | finn       | 22e       | 141 punten: (17-17-19-18-18-PMS-16) |

### Zwemmen
| Olympiër                | Discipline           | Resultaat | Prestatie                                              |
| ----------------------- | -------------------- | --------- | ------------------------------------------------------ |
| Marc Van De Weghe       | 400m vrije slag (m)  | 20e       | serie 2: 5e in 4.00,01                                 |
| Marc Van De Weghe       | 1500m vrije slag (m) | 19e       | serie 2: 6e in 15.45,50                                |
|                         |                      |           |                                                        |
| Sabine Pauwels          | 100m rugslag (v)     | 15e       | serie 4: 4e in 1.05,17 finale B: 7e in 1.05,33         |
| Yolande van der Straten | 100m rugslag (v)     | 22e       | serie 2: 5e in 1.07,07                                 |
| Sabine Pauwels          | 200m rugslag (v)     | 18e       | serie 1: 3e in 2.21,36                                 |
| Yolande van der Straten | 200m rugslag (v)     | 13e       | serie 1: 2e in 2.18,49 finale B: 5e in 2.18,63         |
| Ingrid Lempereur        | 100m schoolslag (v)  | 10e       | serie 3: 2e in 1.12,08 finale B: 2e in 1.11,45 (NR)    |
| Ingrid Lempereur        | 200m schoolslag (v)  | Brons     | serie 1: 1e in 2.32,46 (NR) finale: 3e in 2.31,40 (NR) |
| Sabine Pauwels          | 200m wisselslag (v)  | 13e       | serie 4: 4e in 2.22,86                                 |

Algerije · Amerikaanse Maagdeneilanden · Andorra · Antigua en Barbuda · Argentinië · Australië · Bahama’s · Bahrein · Bangladesh · Barbados · België · Belize · Benin · Bermuda · Bhutan · Birma · Bolivia · Bondsrepubliek Duitsland · Botswana · Brazilië · Britse Maagdeneilanden · Canada · Centraal-Afrikaanse Republiek · Chili · China · Chinees Taipei · Colombia · Congo-Brazzaville · Costa Rica · Cyprus · Denemarken · Djibouti · Dominicaanse Republiek · Ecuador · Egypte · El Salvador · Equatoriaal-Guinea · Fiji · Filipijnen · Finland · Frankrijk · Gabon · Gambia · Ghana · Grenada · Griekenland · Groot-Brittannië · Guatemala · Guinee · Guyana · Haïti · Honduras · Hongkong · Ierland · IJsland · India · Indonesië · Irak · Israël · Italië · Ivoorkust · Jamaica · Japan · Joegoslavië · Jordanië · Kaaimaneilanden · Kameroen · Kenia · Koeweit · Lesotho · Libanon · Liberia · Liechtenstein · Luxemburg · Madagaskar · Malawi · Maleisië · Mali · Malta · Marokko · Mauritanië · Mauritius · Mexico · Monaco · Mozambique · Nederland · Nederlandse Antillen · Nepal · Nicaragua · Nieuw-Zeeland · Niger · Nigeria · Noord-Jemen · Noorwegen · Oeganda · Oman · Oostenrijk · Pakistan · Panama · Papoea-Nieuw-Guinea · Paraguay · Peru · Portugal · Puerto Rico · Qatar · Roemenië · Rwanda · Salomonseilanden · Samoa · San Marino · Saoedi-Arabië · Senegal · Seychellen · Sierra Leone · Singapore · Soedan · Somalië · Spanje · Sri Lanka · Suriname · Swaziland · Syrië · Tanzania · Thailand · Togo · Tonga · Trinidad en Tobago · Tsjaad · Tunesië · Turkije · Uruguay · Venezuela · Verenigde Arabische Emiraten · Verenigde Staten · Zaïre · Zambia · Zimbabwe · Zuid-Korea · Zweden · Zwitserland